# Thomas Shaw
Pour les articles homonymes, voir Shaw.
Thomas Shaw, né vers 1692 ou 1694 à Kendal et mort en 1751, est un ecclésiastique et voyageur britannique. Le récit de ses voyages au Levant et en Afrique du Nord a constitué l'ouvrage de référence sur l'Algérie et la Tunisie au XVIIIe siècle et au début du XIXe siècle.

## Biographie
Thomas Shaw serait né à Kendal, dans le Westmorland, vers 1692 ; la Bibliothèque nationale de France donne 1694 comme son année de naissance.

Zehor Zizi décrit en ces termes la jeunesse de Shaw : 
« Étudiant d'Oxford, pétri de culture classique, connaissant l'arabe et l'hébreu, outre le latin et le grec, Thomas Shaw se fait ordonner pasteur de l'église anglicane en 1720. »
 Attaché comme chapelain de diverses factoreries anglaises, au Levant et à Alger, il voyage dans la régence d'Alger, dans la régence de Tunis, en Syrie, en Égypte et en Arabie pétrée dans la première moitié du XVIIIe siècle.
Il est principalement connu pour le récit qu'il fait de ses voyages, d'abord édité à Oxford en 1738 puis publié dans une traduction française à La Haye, par Jean Neaulme, en 1743 ; une autre traduction de J. MacCarthy est éditée chez Marlin à Paris en 1830. La préface de cette édition indique qu'il aurait vécu douze ans à Alger (1720-1732).

## Ouvrage
Les témoignages directs d'Européens sur la régence d'Alger au XVIIIe siècle sont très rares ; c'est en cela que réside l'intérêt principal de son ouvrage. Shaw parcourt à pied plusieurs régions de la régence, à une époque qu'il n'indique pas précisément mais qu'il est possible de situer vers 1732. En effet, tantôt son œuvre situe l'occupation espagnole de la ville d'Oran dans le passé (situant son voyage avant 1732 car l'Espagne avait perdu le contrôle de cette ville entre 1708 et 1732), tantôt elle donne pour récente la reprise d'Oran (réalisée en 1732).
L'ouvrage comporte diverses observations politiques, sociologiques mais surtout géographiques. Avec des moyens un peu rudimentaires, Shaw effectue des relevés géodésiques quotidiens dont il tire des cartes annexées à son ouvrage, cartes présentant quelques distorsions évidentes.
Dans ses divers voyages, Shaw est particulièrement soucieux des antiquités romaines et compare les lieux visités avec l'itinéraire antique dit d'Antonin ou, pour les villes arabes, avec celui d'Al Idrissi au XIIe siècle. Comme ecclésiastique, il est également très porté aux comparaisons bibliques, ayant la conviction que les mœurs qu'il observe sont très proches de celles du temps de Jésus-Christ (alimentation, vêtements, etc.).

## Postérité
Son œuvre vieille d'un siècle a eu un regain de faveur lors de la conquête d'Alger par les Français en 1830. En effet, mis à part la mission d'espionnage dans les environs d'Alger menée par l'officier du génie Vincent-Yves Boutin en 1808, il semble que l'on avait en France peu d'informations sur l'Algérie plus récentes que celles de Shaw.
Aussi, la partie géographique et « sociologique » de l'opuscule édité en 1830 et nommé Aperçu historique, statistique et topographique sur l'État d'Alger, à l'usage de l'armée expéditionnaire d'Afrique, est reprise de l'ouvrage de Thomas Shaw.

## Éditions en ligne
- Édition de 1743[5] : cette édition semble préférable car elle a conservé les notes de l'auteur ainsi que les cartes géographiques[6] ;
- Édition de 1753[7] : cette édition contient de belles gravures de cartes, de planches d'animaux et de plantes[8] ;
- Édition de 1830[9] : quoique cette édition prétende avoir des additions importantes, les notes du docteur Shaw en sont absentes et, plusieurs fois, le traducteur se trompe en convertissant les distances indiquées par Shaw.